# Приднестровье (село)
Приднестровье (укр. Придністров'я) — село в Галичской городской общине Ивано-Франковского района Ивано-Франковской области Украины.
Население по переписи 2001 года составляло 507 человек. Занимает площадь 5,542 км². Почтовый индекс — 77134. Телефонный код — 03431.